# Sauxillanges
Sauxillanges ist eine französische Gemeinde mit 1.328 Einwohnern (Stand 1. Januar 2022) im Département Puy-de-Dôme in der Region Auvergne-Rhône-Alpes. Sie gehört zum Arrondissement Issoire im Kanton Brassac-les-Mines.

## Lage
Sauxillanges liegt an den östlichen Hängen der Limagne am Fluss Eau Mère und seinem Zufluss Chaméane, etwa 46 Kilometer südöstlich von Clermont-Ferrand und gut zwölf Kilometer (Fahrtstrecke) östlich von Issoire. Usson, eines der schönsten Dörfer Frankreichs ist nur knapp fünf Kilometer entfernt. Nachbargemeinden von Sauxillanges sind
- Brenat,
- Égliseneuve-des-Liards,
- Saint-Étienne-sur-Usson, Saint-Jean-en-Val,
- Saint-Quentin-sur-Sauxillanges,
- Sugères,
- Usson,
- Varennes-sur-Usson,
- Aulhat-Flat mit Aulhat-Saint-Privat,
- Manglieu.

## Bevölkerungsentwicklung
| Jahr                       | 1962 | 1968 | 1975 | 1982 | 1990 | 1999 | 2007 |
| Einwohner                  | 1151 | 1165 | 1114 | 1135 | 1109 | 1082 | 1133 |
| Quellen: Cassini und INSEE |      |      |      |      |      |      |      |

## Gemeindepartnerschaft
- Fosdinovo in der Toskana, Italien

## Sehenswürdigkeiten
- Die Ruinen der Abtei St-Pierre et St-Paul (12. Jahrhundert, Monument historique, Privatbesitz). Die Abtei wurde im Jahr 927 von Acfred, Graf der Auvergne, gegründet; der notwendige Landbesitz wurde bereits von Herzog Wilhelm I. von Aquitanien († 918) gestiftet. Im Jahre 1062 wurde das Kloster auf den Rang eines – von Cluny abhängigen – Priorats zurückgestuft. Pierre de Montboissier, der spätere Petrus Venerabilis trat um das Jahr 1110 im Alter von 14 oder 16 Jahren in das Kloster von Sauxillanges ein.
- Die Kapelle Notre-Dame-du-Bois (11. Jahrhundert, Monument historique, Privatbesitz) war die ehemalige Privatkapelle des Priors. Ihr spätgotisches Gewölbe stammt aus dem 15. Jahrhundert und hat einige bemerkenswerte Schlusssteine.
- Auch die Kirche Saint-Jean-Baptiste (10. Jahrhundert, Monument historique) wurde im 12., 15. und 18. Jahrhundert umgebaut. Sie ist nur noch in Teilen erhalten.
- Ein Haus am Place du Marchidial (16. Jahrhundert, Monument historique) hat noch eine spätmittelalterliche Wendeltreppe.
- Beim Bau eines Hauses in der Rue de la Halle (15. Jahrhundert, Monument historique) wurde ein Wehrturm der Stadtmauer integriert.
- Der Regionale Naturpark Livradois-Forez liegt nur wenige Kilometer entfernt.

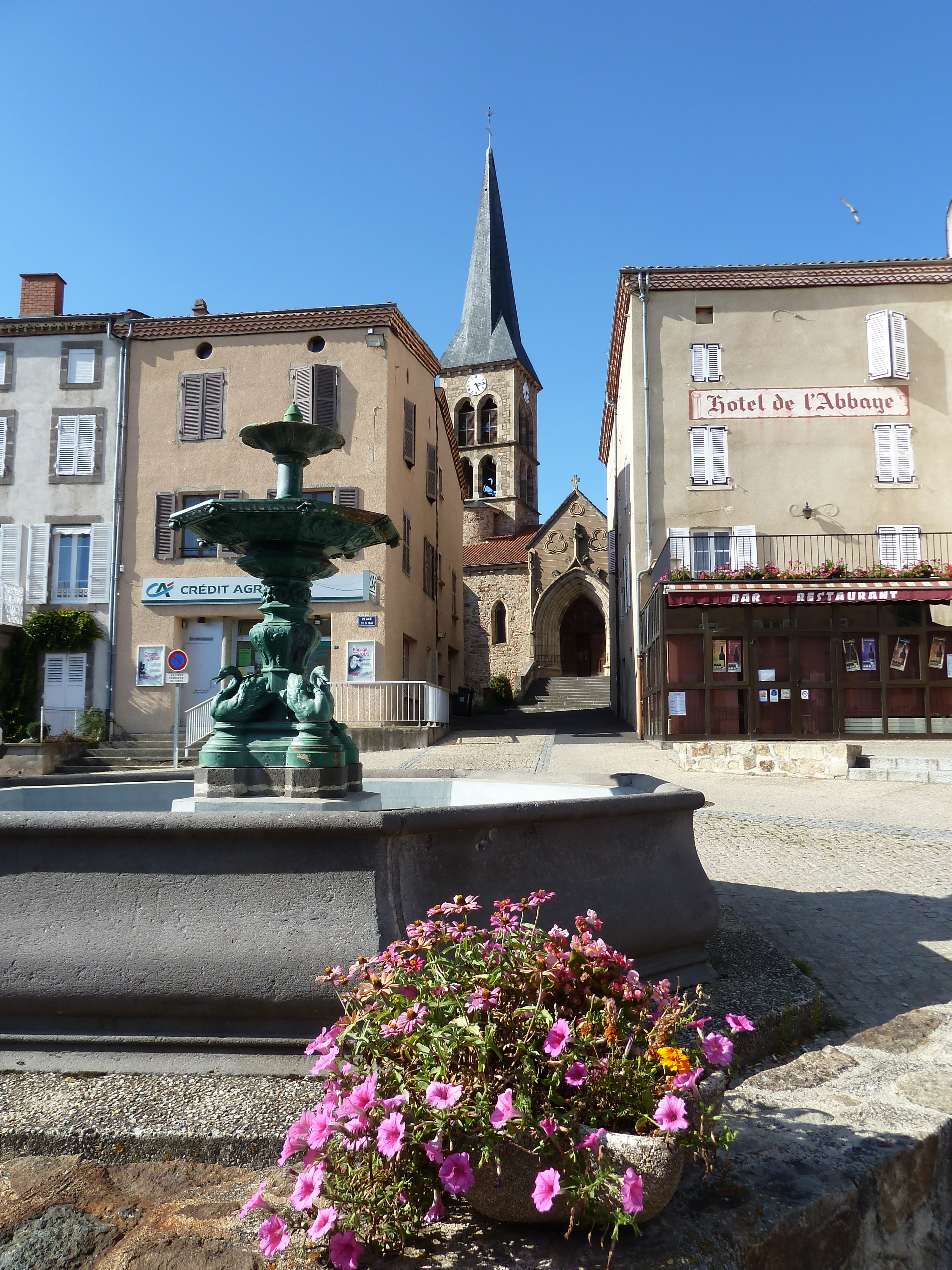
Sauxillanges – Grande Place